# Il paese dei campanelli (film 1954)
Il paese dei campanelli è un film del 1954, diretto da Jean Boyer.

## Trama
È la trasposizione cinematografica dell'operetta Il Paese dei Campanelli.